# الفلجات (سمائل)
الفلجات منطقة سكنية تقع في ولاية سمائل، التابعة لمحافظة الداخلية في سلطنة عمان. يقدر عدد سكانها بـ 230 نسمة حسب إحصاء عام 2010 التابع للمركز الوطني للإحصاء والمعلومات الحكومي. رمز المنطقة هو 50710070.
ويرجع سبب تسميتها بهذا الإسم الى وجود العديد من الأفلاج في المنطقة التي كانت تستخدم للري و الزراعة و لأغراض اخرى تخدم اهل القرية

## الوصلات الخارجية
- المركز الوطني للإحصاء والمعلومات، سلطنة عمان